# Mikorowo
Mikorowo (kaszub. Mikòrowò; niem.: Mickrow) – stara wieś kaszubska w Polsce, położona w województwie pomorskim, w powiecie bytowskim, w gminie Czarna Dąbrówka.
W latach 1954–1971 wieś należała i była siedzibą władz gromady Mikorowo, po jej zniesieniu w gromadzie Czarna Dąbrówka. W latach 1975–1998 wieś należała administracyjnie do województwa słupskiego.
Miejscowość znajduje się nad jeziorem Mikorowo i w pobliżu Jeziora Kozińskiego (na południe od niej).

## Historia
Nazwa miejscowości wskazuje na pochodzenie od formy osobowej Michora. Miejscowa ludność kaszubska została do roku 1850 zupełnie zgermanizowana. Na początku XIX wieku Mikorowo zostało objęte pruską regulacją osadniczą z którą powiązany jest epizod osiedlenia się w Mikorowie pod koniec XIX wieku około 100 polskich osadników. Od zakończenia II wojny światowej miejscowość należy do Polski. W latach 1945–54 siedziba gminy Mikorowo.

## Zabytki
Według rejestru zabytków NID na listę zabytków wpisany jest kościół filialny pw. św. Kazimierza, szachulcowy, z k. XVIII w., nr rej.: A-287 z 25.05.1960. Przebudowany w 1815, posiada wciągniętą w korpus wieżę, w wyposażeniu późnobarokowy ołtarz.